# Theorbe

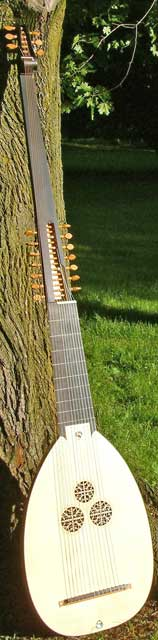
Theorbe

Die Theorbe (italienisch tiorba, englisch theorbo, französisch théorbe) ist eine Ende des 16. Jahrhunderts in Italien entwickelte Schalenhalslaute. Ende des 16. Jahrhunderts und Anfang des 17. Jahrhunderts wurden die Bezeichnungen Theorbe und Chitarrone synonym verwendet. Das bautechnische Kennzeichen der aus der Renaissancelaute entwickelten Theorbe ist der zweite Wirbelkasten am verlängerten Hals. Michael Praetorius unterscheidet in seinem Syntagma musicum von 1620 unter diesem italienischen Lautentyp eine Römische Theorbe (genannt auch „Romanische Theorbe“) oder Chitarrone von einer Paduanischen Theorbe. Unter den zahlreichen unterschiedlichen Beschreibungen aus dem 17. Jahrhundert sind auch die französische théorbe des pièces und die English theorbo.
Im Unterschied zur Laute im engeren Sinne werden bei der Theorbe die Quintsaite und die Quartsaite (d. h. die erste und zweite Saite) eine Oktave tiefer gestimmt, um eine zu hohe Saitenspannung zu vermeiden. Die Theorbe wurde als Soloinstrument, in der Kammermusik und in Orchestern verwendet. Solomusik für Theorbe wurde meist in Tabulatur notiert.
Eine Reihe unterschiedlicher Erzlauten, deren gemeinsames Merkmal ein zweiter Wirbelkasten zur Aufnahme von Basssaiten ist, werden ebenfalls Theorbe genannt, sind aber nicht Theorben im engeren Sinne: Liuto attiorbato, Arciliuto, Archlute, deutsche Barocklaute, Angelica (Angélique).

## Name
Die Etymologie des Namens Theorbe ist bisher nicht hinreichend geklärt. Laut Athanasius Kircher (der in Musurgia Universalis von 1650 die Theorbe als Tiorba von der Testudo (lateinisch für „Schildkröte, gewölbtes Saiteninstrument“) genannten Laute unterschied) war der Name zunächst scherzhaft gemeint und bezeichnete eigentlich im neapolitanischen Dialekt das Mahlbrett, auf dem die duftenden Essenzen und Kräuter der Parfümeure und Apotheker zerrieben wurden. Der Name ging auf die ukrainische (bzw. russische) Basslaute Torban über, die im 18. und 19. Jahrhundert neben der Ukraine auch in Polen und Russland gespielt wurde.
Das ältere Synonym chitarrone, in Anlehnung an die antike Kithara als Augmentativ von chitarra abgeleitet (einer fünfchörigen italienischen Laute), war bis ca. 1650 in Gebrauch. In Deutschland wird seit dem 18. Jahrhundert auch die Bezeichnung „Erzlaute“ verwendet. Die Theorbe im engeren Sinn unterscheidet sich jedoch grundsätzlich von der Laute durch ihre Stimmung.

## Entwicklung

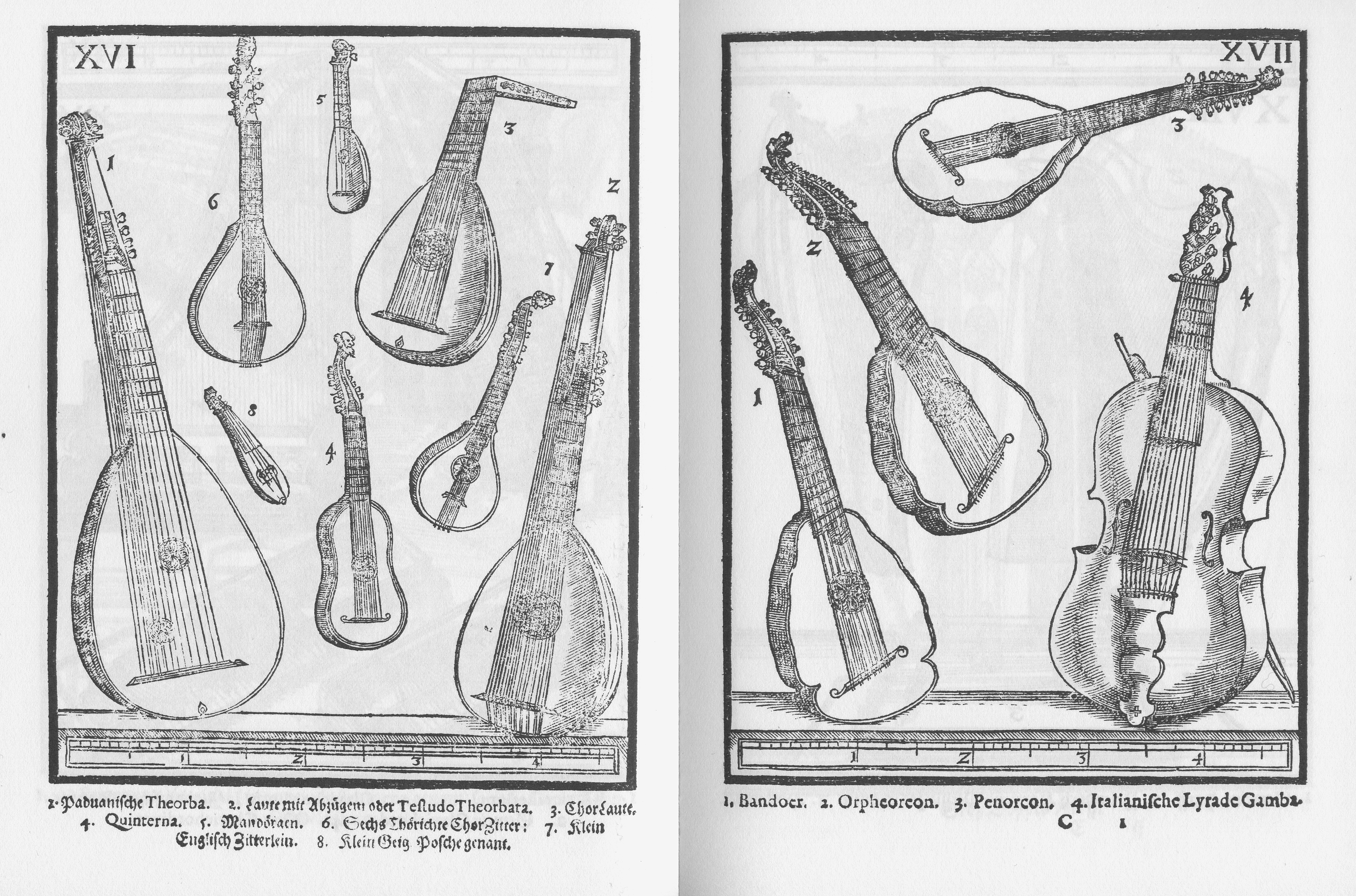
Syntagma musicum von Michael Praetorius. Links, Blatt XVI, Nr. 1, Paduanische Theorba, Nr. 2 Laute mit Abzuegen oder Testudo Theorbata

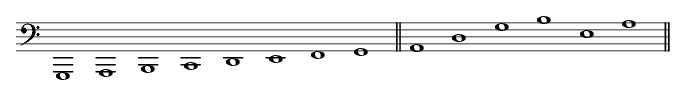
Normalstimmung einer Theorbe in A

Die neue Musik ab 1600 (Monodie) erforderte Instrumente mit einem tiefen Bassregister zur Begleitung. Damit Darmsaiten bei gleicher Spannung tiefer klingen, muss ihre Masse erhöht werden. Die Erhöhung der Masse erfolgt, indem die Saiten dicker oder länger hergestellt werden. Die bautechnische Lösung zur Aufnahme längerer Saiten war der zweite Wirbelkasten an einem verlängerten Hals.
Die meisten erhaltenen Theorben zeichnen sich durch ihre Größe und die damit verbundene lange Griffbrett-Mensur aus, die zwischen ca. 80 und 100 cm variieren kann.
Durch die lange Mensur des Griffbretts entstand ein Problem bei den hoch klingenden Saiten. Der erste und zweite Chor der Theorbe wird eine Oktave tiefer eingestimmt, so dass der dritte Chor der am höchsten klingende ist (reentrant tuning, rückläufige Stimmung). Auch durch diese Stimmung unterscheidet die Theorbe sich von der Laute. Bereits von Salamone Rossi als Continuo-Instrument vorgeschlagen, wurde die Theorbe im 17. und 18. Jahrhundert unter den Zupfinstrumenten das bevorzugte Generalbass-Instrument.
Die Kleinform der Theorbe von etwa 1 Meter Länge ist das Tiorbino, das eine Oktave höher als die Theorbe (Tiorba) in der gleichen rückläufigen Stimmung gestimmt ist. Für dieses Instrument geschrieben haben Bellerofonte Castaldi (Capricci a 2 stromenti cioè tiorba e tiorbino, Modena 1622) und Jean-Baptiste Besard (Novus Partus, 1617).

## Verwendung
Die prominentesten Vertreter des Instrumentes in Italien waren Johann Hieronymus Kapsberger, Bellerofonte Castaldi und Alessandro Piccinini. Aus England ist vorläufig keine Solomusik für Theorbe bekannt, aber William Lawes und andere setzten sie in der Kammermusik ein. In Frankreich wurden Theorben bis in das erste Drittel des 18. Jahrhunderts geschätzt und sowohl für kammermusikalische als auch orchestrale Musik eingesetzt (Nicolas Hotman, Robert de Visée, François Campion).
Zu den ihrerzeit bekannten Theorbisten, die allerdings Schwanenhalslauten in d-Moll-Stimmung spielten, gehörten Johann Jacob Weiss und sein Sohn Johann Sigismund Weiss, der Bruder des Lautenisten Silvius Leopold Weiss. In den Hoforchestern von Wien, Bayreuth, Berlin und Brüssel waren Theorbisten bis nach 1750 beschäftigt (Orazio Clementi, Ernst Gottlieb Baron, Francesco Bartolomeo Conti, Adam Falckenhagen, Paul Carl Durant, Giovanni Paolo Foscarini). Auch der als „letzter Lautenist“ bezeichnete Christian Gottlieb Scheidler (1747–1829) spielte Theorbe.
Zeitgenössische Spieler sind Christina Pluhar, Mike Fentross und Anton Birula.